# American Dreamz
American Dreamz è un film del 2006 diretto da Paul Weitz e interpretato da Hugh Grant, Dennis Quaid e Mandy Moore.
American Dreamz è una satira acida e corrosiva sull'american way of life, tra reality show e una caricatura del presidente. Il regista ha affermato che ha voluto fare una satira del programma televisivo American Idol e dell'amministrazione di George W. Bush.

## Trama
American Dreamz è il reality show a cui tutti vorrebbero partecipare. Condotta dal cinico Martin Tweed, la trasmissione più famosa degli USA fa incetta di concorrenti o aspiranti tali, ciascuno con lo stesso sogno: diventare famosi, ad ogni costo. Durante l'ultima edizione arrivano in finale un rapper ebreo, una barbie cantante del Sud e un rifugiato iracheno (quest'ultimo introdottosi negli Stati Uniti per compiere una missione suicida). L'improvvisa popolarità come cantante melodico gli vale la finalissima e gli dà l'occasione ideale per compiere un attentato. Alla trasmissione, però, prende parte anche il Presidente degli Stati Uniti in cerca di voti e di consensi perduti. La bomba non mancherà di esplodere ma niente andrà come previsto, tranne lo spettacolo che deve sempre continuare.